# Tor Kolarski im. Zbysława Zająca w Szczecinie

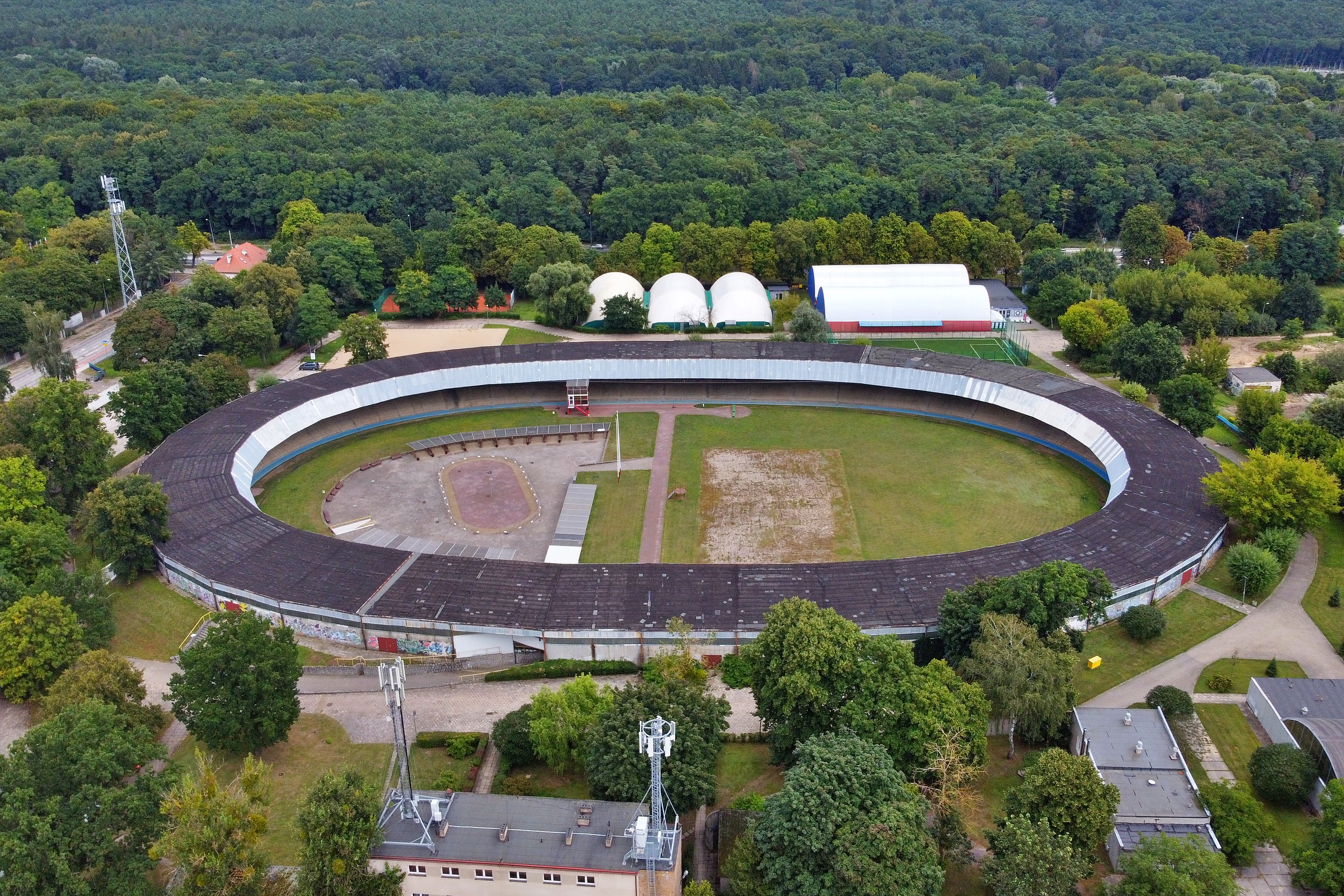
Tor Kolarski im. Zbysława Zająca w Szczecinie

Tor Kolarski im. Zbysława Zająca w Szczecinie – obiekt sportowy w Szczecinie (os. Zawadzkiego-Klonowica), przy alei Wojska Polskiego. Zbudowany w 1925 roku, po II wojnie światowej kilkakrotnie modernizowany, przekształcony w Zespół Obiektów Sportowych „Tor Kolarski im. Zbysława Zająca w Szczecinie”. W jego skład wchodzi zadaszony tor kolarski oraz m.in. hala sztuk walk dalekowschodnich (zob. też sport walki) i boiska plażowe.

## Historia
W roku 1925 oddano do użytku niezadaszony tor kolarski (400 m obwodu, 2000 miejsc siedzących na widowni) – obiekt ufundowany przez zamożnego przemysłowca niemieckiego, nazwany niem. Städtische Radrennbahn Stettin-Westend. Powstał w obrębie Lasku Arkońskiego (niem. Eckerberger Wald), w pobliżu Jeziora Głębokiego (niem. Glambeck See). W następnych latach (1925–1929) prowadzono prace modernizacyjne, m.in. ułożono betonową nawierzchnię.
W czasie II wojny światowej tor został zniszczony stosunkowo nieznacznie. Umożliwiło to zorganizowanie pierwszych wyścigów kolarskich już w roku 1946 (po wymianie dwóch płyt betonowych). W latach 50. dwaj rzemieślnicy (z pomocnikami) pokryli całą powierzchnię jezdni betonową nakładką. W tym okresie kilkakrotnie zmieniali się administratorzy obiektu, co sprzyjało jego dewastacji (w czerwcu 1949 roku został uruchomiony jako obiekt Zarządu Miejskiego). Projekt istotnej modernizacji toru i jego otoczenia opracowano w latach 1968–1970.
Jezdnia toru została gruntownie wyremontowana przez Szczecińskie Przedsiębiorstwo Budownictwa Przemysłowego (1986–1987). Tor został zadaszony (w roku 1995 był jedynym zadaszonym torem w Polsce), zainstalowano oświetlenie, wybudowano parking, pomieszczenia administracyjne i sanitarne, halę sportową, hotel, drogi dojazdowe. Zagospodarowano otaczające tor tereny zielone. Już przed zakończeniem modernizacji – od roku 1980 – działał w obiekcie Ośrodek Przygotowań Olimpijskich. W sierpniu 1988 roku prace zakończono. Nowemu obiektowi nadano imię szczecińskiego kolarza, olimpijczyka z roku 1964, Zbysława Zająca.
Kolejną modernizację obiektu – dostosowanie do standardów światowych – przeprowadzono w roku 1998, w ramach przygotowań do Mistrzostw Europy w kolarstwie torowym kobiet i mężczyzn (1998). W roku 2001 na szczecińskim torze przeprowadzono serię Pucharu Świata.

## Współczesność
Współcześnie w skład Zespołu Obiektów Sportowych „Tor Kolarski im. Zbysława Zająca w Szczecinie” wchodzą:
- zadaszony tor kolarski: widownia na 2000 miejsc siedzących; umożliwiana jest organizacja zawodów kolarskich i zamkniętych festynów
- hala sportowa o wymiarach 30,40 × 16,50 m: miejsce treningów sztuk walk dalekowschodnich – jednocześnie może trenować 50 osób na dwóch pełnowymiarowych matach 14 × 14 m
- możliwość organizowania zawodów bez udziału publiczności (brak trybun)
- ogólnodostępne boiska do plażowej siatkówki i piłki nożnej: (wszystkie dni tygodnia, godz. 9:00–21:00)
- korty tenisowe (dzierżawione)
- sztuczne lodowisko[4]

Do kompleksu można dojechać środkami komunikacji miejskiej (autobus linii 75, tramwaje linii 1,9) lub samochodem (parking na 150 samochodów)